# Коридон (Айова)
Коридон (англ. Corydon) — город в США, административный центр округа Уэйн штата Айова. Население — 1526 человек (2020).

## География
Коридон расположен по координатам 40°45′27″ с. ш. 93°19′03″ з. д. (40.757426, -93.317451). По данным Бюро переписи населения США в 2010 году город имел площадь 3,61 км², вся площадь — суша.

## Демография
| Год переписи                          | Нас. |  | %±     |
| ------------------------------------- | ---- |  | ------ |
| 1860                                  | 254  |  | —      |
| 1870                                  | 618  |  | 143,3% |
| 1880                                  | 801  |  | 29,6%  |
| 1890                                  | 962  |  | 20,1%  |
| 1900                                  | 1477 |  | 53,5%  |
| 1910                                  | 1669 |  | 13%    |
| 1920                                  | 1867 |  | 11,9%  |
| 1930                                  | 1768 |  | −5,3%  |
| 1940                                  | 1872 |  | 5,9%   |
| 1950                                  | 1870 |  | −0,1%  |
| 1960                                  | 1687 |  | −9,8%  |
| 1970                                  | 1745 |  | 3,4%   |
| 1980                                  | 1818 |  | 4,2%   |
| 1990                                  | 1675 |  | −7,9%  |
| 2000                                  | 1591 |  | −5%    |
| 2010                                  | 1585 |  | −0,4%  |
| 2020                                  | 1526 |  | −3,7%  |
| 1860–2020 Десятилетняя перепись в США |      |  |        |

Согласно переписи 2010 года, в городе проживало 1585 человек в 680 домохозяйствах в составе 411 семьи. Плотность населения составляла 439 человек/км². Было 785 квартир (218/км²).
Расовый состав населения:
| - 99,0 % — белых - 0,2 % — коренных американцев - 0,1 % — чёрных или афроамериканцев - 0,1 % — азиатов |

К двум или более расам принадлежало 0,5 %. Доля испаноязычных составляла 0,4 % всего населения.
По возрастному диапазону население распределялось следующим образом: 20,6 % — лица младше 18 лет, 51,7 % — лица в возрасте 18-64 лет, 27,7 % — лица в возрасте 65 лет и старше. Медиана возраста жителя составила 46,7 лет. На 100 человек женского пола в городе приходилось 84,9 мужчин; на 100 женщин в возрасте от 18 лет и старше — 82,2 мужчин также старше 18 лет.
Средний доход на одно домашнее хозяйство составил 58 878 долларов США (медиана — 43 646), а средний доход на одну семью — 79 470 долларов (медиана — 68 125). Медиана доходов составляла 42 778 долларов для мужчин и 32 361 доллар для женщин. За чертой бедности находилось 14,3 % человек, в том числе 18,7 % детей в возрасте до 18 лет и 13,9 % лиц в возрасте 65 лет и старше.
Гражданское трудоустроенное население составляло 634 человека. Основные области занятости: образование, здравоохранение и социальная помощь — 32,0 %, производство — 16,6 %, розничная торговля — 11,5 %, строительство — 6,9 %.